# Calceolaria luteocalyx
Calceolaria luteocalyx är en toffelblomsväxtart som beskrevs av Edwin. Calceolaria luteocalyx ingår i släktet toffelblommor, och familjen toffelblomsväxter. Inga underarter finns listade i Catalogue of Life.